# Istiea-Edipsós
Istiea-Edipsós (griego: Ιστιαία-Αιδηψός) es un municipio de la República Helénica perteneciente a la unidad periférica de Eubea de la periferia de Grecia Central.
El municipio se formó en 2011 mediante la fusión de los antiguos municipios de Edipsós, Artemisio, Istiea (la actual capital municipal), Lijada y Oreoí, que pasaron a ser unidades municipales. El municipio tiene un área de 509,2 km².
En 2011 el municipio tenía 21 083 habitantes.
Ocupa el extremo septentrional de la isla de Eubea y en su término municipal se incluyen otras pequeñas islas como Monoliá. El topónimo del municipio deriva de dos antiguas ciudades cuyos restos se ubican en la costa del término: Histiea y Edepso.